# Beuren (Leinefelde-Worbis)

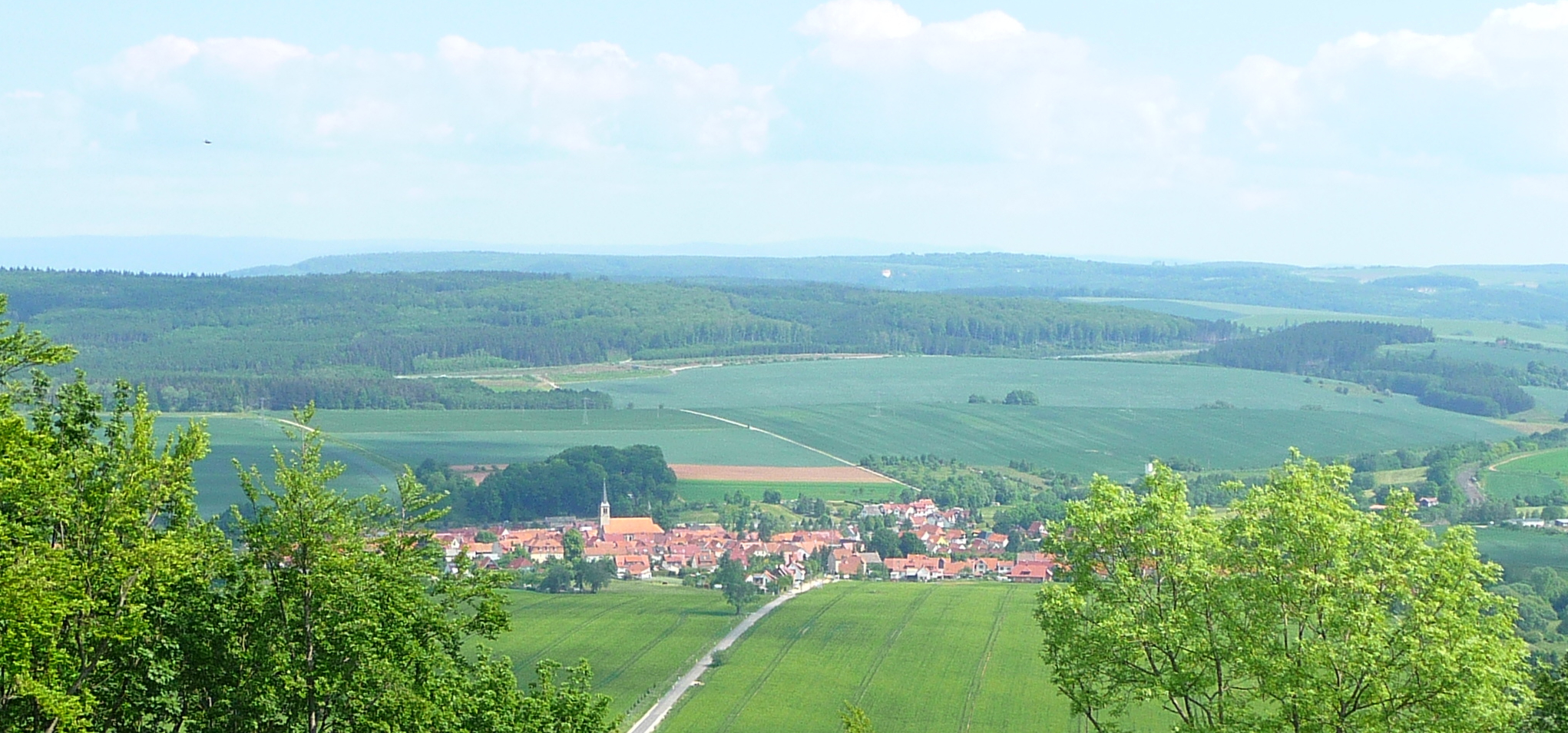
Beuren von der Burg Scharfenstein aus gesehen

Beuren ist ein Stadtteil von Leinefelde-Worbis im Landkreis Eichsfeld in Thüringen.

## Lage
Der Ort Beuren befindet sich etwa drei Kilometer südwestlich der Altstadt von Leinefelde am Nordrand des Dün im Leinetal. Der Ort liegt an der Landesstraße 3080  und hat einen Haltepunkt an der Bahnstrecke Halle–Kassel.

## Geschichte
Urkundliche Ersterwähnung Beurens erfolgte am 7. Juli 1128 in einer Gerichtsurkunde. In dieser Zeit gab es einen befestigten Herrensitz, um den sich das Dorf bildete. Um 1200 wurde in Niederbeuren  („Buren inferior“) durch Konrad von Bodenstein ein Zisterzienserinnenkloster gegründet. Es ist das älteste Kloster dieses Ordens auf dem Eichsfeld.
Durch Zoll- und Geleiteinnahmen entwickelte sich Beuren von einem Marktdorf (1238 „forensi Buren“) zu einer Stadt  (1269 „in civitate Buren“). Es setzte eine Stadtentwicklung ein, zu erkennen an Toren, städtischer Straßenführung und Wehranlagen. Mit der Verlagerung der Zollstelle im Jahre 1294 nach Heiligenstadt verlor Beuren sein Stadtrecht. Von 1870 bis 1873 wurde die Kath. Kirche „St. Pankratius“ erbaut. Die bis dahin bestehende alte Kirche wurde abgerissen. Lediglich der „Alte Turm“, der ursprünglich als Zoll- und Wohnturm errichtet wurde und später als Kirchturm diente, blieb erhalten.
Seit 1525 war am Ortsrand die Klostermühle erwähnt, sie befand sich außerhalb der Klosteranlage.
Während des Zweiten Weltkrieges kamen 1940 polnische Zwangsarbeiter ins Dorf, sie waren auf dem Klostergut untergebracht. Bei der Restaurierung der Ruine Scharfenstein wurden auch polnische und ukrainische Zwangsarbeiter benutzt.
Am 6. Juni 2000 wurde der Ort Beuren im Rahmen einer Gebietsreform in die Stadt Leinefelde eingegliedert.

### Adelsgeschlecht
In dem alten Marktort Beuren sind Angehörigen einer Adelsfamilie vermutlich als Ministeriale der Grafen von Gleichen bekannt: Ab dem 13. Jahrhundert sind sie nicht mehr in Beuren ansässig, sondern in den benachbarten Städten Duderstadt, Heiligenstadt und Mühlhausen nachweisbar.
- 1128 der Freie Gothardus de Buren in einer Urkunde des Erzbischofs Adalbert
- 1257 Konrad von Beuren in Duderstadt
- 1261 Bertold von Büren, Münzmeister
- 1268 und 1273 Johannes von Beuren, Ratsherr in Duderstadt
- 1301 Brüder Christian (in Mühlhausen) und Heinrich (1318, 1331 in Duderstadt) von Beuren
- 1303 Bertold von Büern der Jüngere
- 1390 Christian von Büren, Ratsherr in Heiligenstadt

### Burg Beuren
Mit der Ersterwähnung des Gothardus von Beuren wird die Existenz einer Burg oder eines befestigten Hofes im Ort angenommen, einen schriftlichen Nachweis gibt es allerdings nicht. Wann die Burg aufgegeben wurde, ist nicht bekannt. Die Grafen von Gleichen errichteten als neuen Herrschaftsschwerpunkt auf dem nahen Dün die Burg Scharfenstein. Anstelle der alten Burg wurde ein Turm, der heutige Zollturm, und vermutlich ein Wirtschaftshof gebaut. Dieser Turm wurde in die 1342 erbaute alte Kirche integriert. Noch heute sind die Flurnamen „Wüste Burg“ und „Meierei“ für das Areal der alten Kirche bekannt.

## Sehenswürdigkeiten

### Burg Scharfenstein
Südlich von Beuren liegt auf einem Bergsporn an der Nordabdachung des Dün (Schlossberg) die Burg Scharfenstein.

### Ehemaliger „Zollturm“

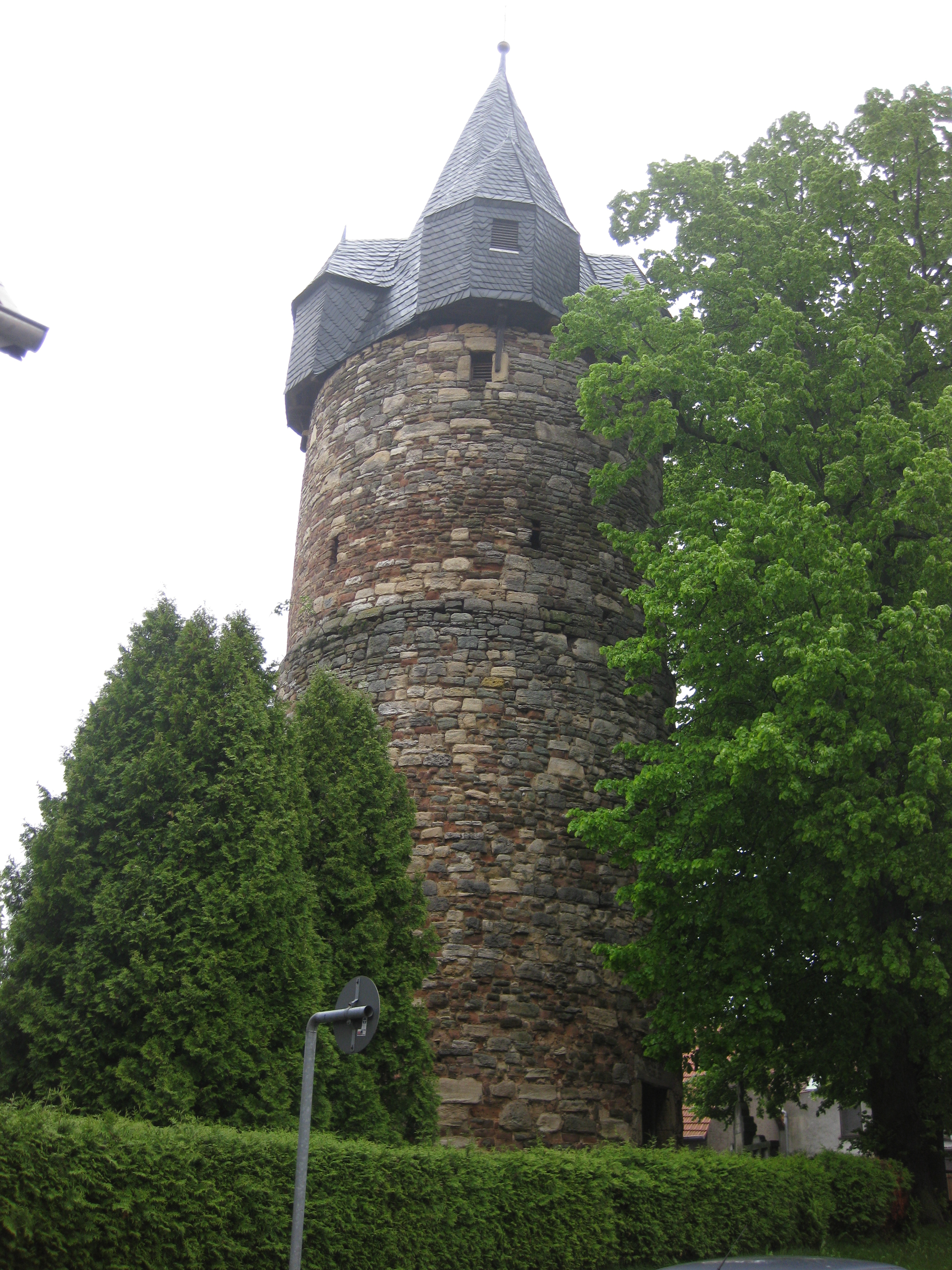
Der ehem. Zollturm

In der Mitte des Ortes steht unweit der Kirche ein auffälliger runder und schlank wirkender Turm. Aus den Bauakten geht hervor, dass dieser Turm als ehemaliger Zollturm der Stadt gedient hatte und bei der 1342 erfolgten Grundsteinlegung für die frühere Beurener Kirche bereits vorhanden war. Ein 1880 beantragter Abriss von Kirche und Turm wurde von der damaligen Preußischen Denkmalbehörde in Erfurt in Bezug auf den Turm ausdrücklich untersagt, im weiteren Verlauf wurden sogar Mittel zur Reparatur und Erhaltung des Turms bewilligt.

### Kloster Beuren

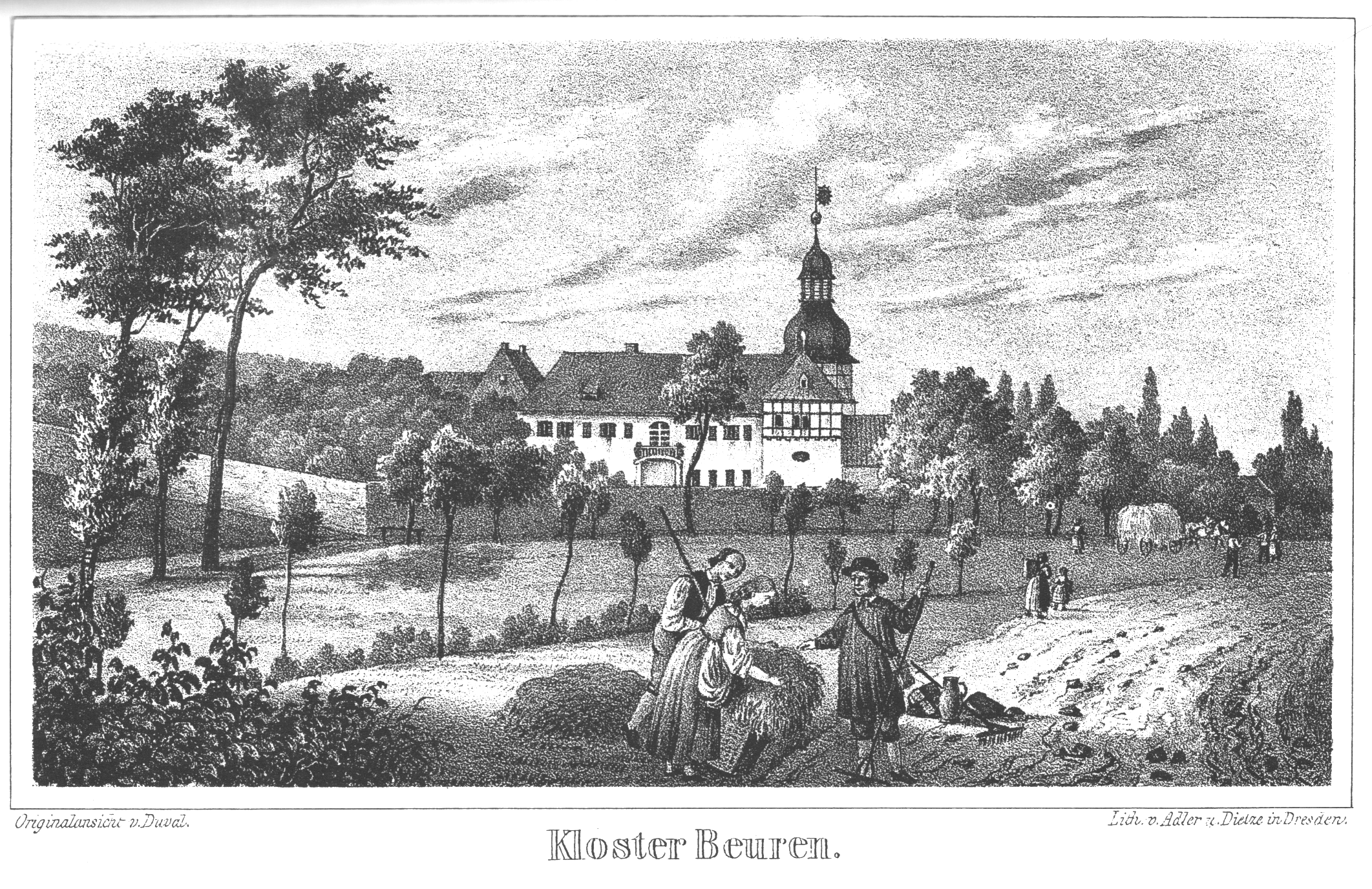
Kloster Beuren

Am westlichen Ortsrand befindet sich Kloster Beuren. Heute dienen die Baulichkeiten als Alters- und Pflegeheim.

### Römisch-katholische Kirche St. Pankratius

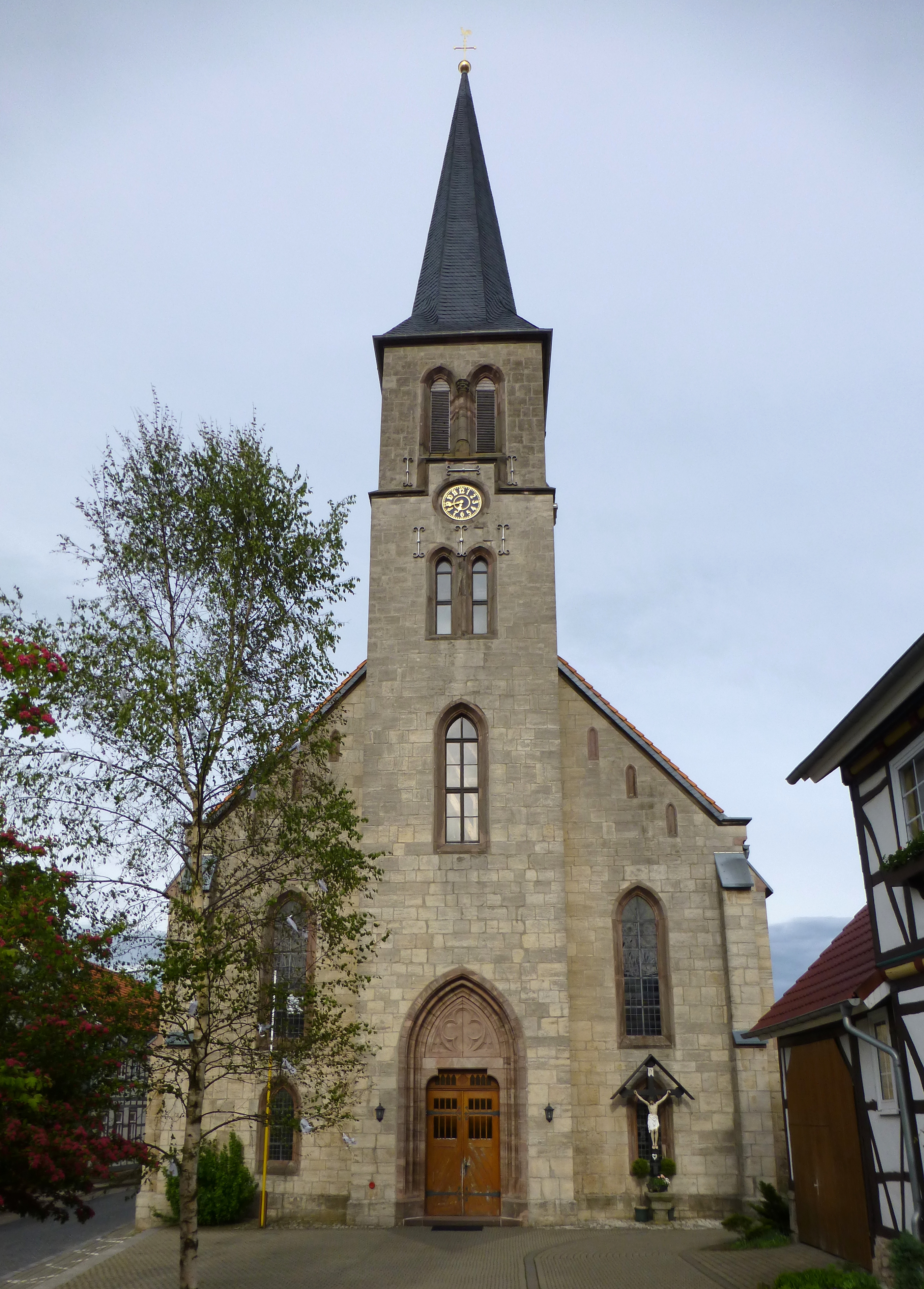
Das Portal der Römisch-katholischen Kirche St. Pankratius mit Glockenturm